# Дело Петрова
Дело Петрова (апрель 1954) — драматический эпизод «холодной войны», связанный с бегством Владимира Петрова, третьего секретаря советского посольства в Австралии.

## История
Сотрудник советского посольства в Австралии В. М. Петров, формально занимавший незначительную должность третьего секретаря, в действительности являлся кадровым офицером КГБ. Его жена, Е. А. Петрова, также имела офицерское звание и тоже работала в посольстве шифровальщицей. Супруги Петровы были направлены на работу в Австралию в 1951 по приказу тогдашнего руководителя советских спецслужб Л. П. Берии, который в это время занимал пост заместителя Предсовмина СССР. После смерти Сталина в марте 1953 года Берия потерпел поражение в борьбе за власть в верхах советского руководства, был арестован и вскоре расстрелян. Были также расстреляны или отправлены в тюрьмы многие ближайшие сотрудники Берии, в аппарате госбезопасности началась «чистка» кадров. Петров имел все основания опасаться, что его постигнет такая же участь. Чтобы не попасть под «чистку», он в качестве превентивной меры решил бежать из посольства. С этой целью Петров вышел на контакт с представителями австралийской контрразведки (АСБР) и обратился с просьбой о политическом убежище в обмен на предоставление известных ему секретных сведений о действиях советской разведки на Западе.
Австралийская контрразведка приняла предложение Петрова. Подготовкой и организацией побега занимался Майкл (Михаил) Бялогурский — врач-поляк, одновременно являвшийся тайным сотрудником АСБР. Бялогурский был давно знаком с Петровым и знал о его истинной профессии. В целях вербовки Бялогурский неоднократно приглашал Петрова на прогулки по злачным местам Канберры: ресторанам, барам и публичным домам. Для организации побега Бялогурский познакомил Петрова с кадровым офицером АСБР Роном Ричардсом, который предложил Петрову политическое убежище, 5000 австралийских фунтов единовременно и пенсию в обмен на секретные документы посольства.
Переход на сторону Австралии состоялся 3 апреля 1954 года.
Петров попросил убежище один, не сообщив об этом своей жене Евдокии Петровой, которая в это время находилась в другом городе. Как полагают, первоначально он и не планировал взять её с собой при бегстве. Тем не менее, после бегства Петрова советские спецслужбы предприняли попытку насильственного вывоза Евдокии Петровой в СССР. Для этого двое сопровождающих сотрудников КГБ силой привезли её в аэропорт Канберры и против её воли в присутствии журналистов и фоторепортеров затащили в самолёт, отправляющийся в СССР.
Когда о попытке насильственного вывоза Евдокии Петровой в Советский Союз стало известно австралийской общественности и СМИ, это произвело эффект политического скандала, в Сиднейском аэропорту произошли мощные антикоммунистические демонстрации. После этого по распоряжению премьер-министра Австралии Роберта Мензиса в дело вмешалась австралийская полиция. Когда самолёт сделал промежуточную посадку для дозаправки в аэропорту столицы Северной территории Австралии города Дарвина, полицейские поднялись на его борт и разоружили двух советских «дипкурьеров» на том формальном основании, что они незаконно пронесли на борт самолёта оружие, а затем освободили Евдокию Петрову. После телефонного разговора с мужем она решила остаться в Австралии и присоединиться к нему.
В дальнейшем супруги Петровы получили политическое убежище в Австралии и оставшиеся годы жизни прожили под защитой австралийских спецслужб в Бентли, пригороде Мельбурна.

## Последствия
В течение года после побега Владимира и Евдокию Петровых допрашивали сотрудники австралийской разведки ASIO. Специально для участия в допросах Петровых также прибыли чины британской разведки MI-6. Как оказалось, Петров захватил с собой множество документов, касающихся советской разведывательной деятельности в Австралии и других странах Запада, в частности, содержащие сведения о том, что в течение многих лет правительство СССР, используя своё посольство в Канберре в качестве прикрытия, управляло обширной шпионской сетью в Австралии. Петровы передали австралийским спецслужбам крайне важную секретную информацию, значительная часть которой касалась советских кодов. Кроме того, Петров предоставил информацию о структуре всего советского разведывательного аппарата и советской агентурной сети на Западе. Для советских спецслужб побег четы Петровых стал настоящей катастрофой — на основе предоставленной ими информации было раскрыто более 600 советских агентов по всему миру.
Сведения Петрова помогли пролить свет на действия глубоко законспирированных советских агентов, известных как «кембриджская пятерка». В частности, Петров сообщил, что двое из уже проваленных агентов «пятерки», — Гай Берджесс и Доналд Маклейн, — были вывезены в СССР и жили в Куйбышеве. Данные Петрова помогли в дальнейшем раскрыть т. н. третьего, которым оказался высокопоставленный офицер британской разведки Ким Филби.
Дело Петрова вызвало крупный скандал в Австралии, когда было доказано глубокое проникновение советских спецслужб в политические круги Австралии. Расследованием информации Петрова занималась Королевская комиссия по шпионажу, которая была создана вслед за его побегом на Запад. Считается, что во многом на основании информации Владимира Петрова австралийским властям удалось расшифровать сеть советских агентов в Австралии, известную как KLOD.
Во главе этой организации стоял коммунист Уолтер Клейтон, в её состав также входил работавший в министерстве иностранных дел Рик Троссел, сын всемирно известной австралийской писательницы Катарины Сюзанны Причард. Хотя доклад Королевской комиссии не подтвердил участия Рика Троссела в шпионаже в пользу СССР, его дальнейшая карьера была омрачена подозрениями в возможной утечке от него секретной информации к советским агентам.
Кроме них информацию для советских спецслужб передавали другие члены организации, среди которых были сотрудники министерств, спецслужб, ученые и интеллектуалы, проникшиеся симпатиями к коммунизму и Советскому Союзу в 30-е годы.
Также была обнаружена связь между лидером Австралийской лейбористской партии и Коммунистической партии Австралии, и, следовательно, связь с советской шпионской сетью. В ответ Г.В. Эватт, лидер лейбористской партии в то время, обвинил премьер-министра Роберта Мензиса в организации бегства Петрова с целью дискредитировать его самого. Эти обвинения привели к катастрофическому расколу в лейбористской партии. А Мензису спекуляция на «деле Петровых» помогла выиграть очередные выборы.
Информация Петрова оказалась настолько ценной, что репутация АСБР в глазах спецслужб Соединённых Штатов и других западных союзников значительно улучшилась. С другой стороны, из-за «дела Петрова» сильно ухудшились советско-австралийские отношения: инцидент привёл к международному скандалу, который стал причиной временного закрытия советского посольства в Канберре и высылки большого числа австралийских дипломатов из Москвы.

## В культуре
Дело Петрова нашло отражение в произведениях искусства, многие из которых были отмечены премиями:
- Document Z, a novel by Andrew Croome, which won the Australian/Vogel Literary Award in 2008.[5]
- Mrs Petrov’s Shoe, a play by Noelle Janaczewska, which won the Queensland Premier's Literary Award for drama in 2006.[6]
- The Petrov Affair, a 1987 television mini-series.[7]
- The Petrov Poems, a 2013 verse-novel by Lesley Lebkowicz
- The Red Shoe, a novel by Ursula Dubosarsky, which won the New South Wales Premier's Literary Award and the Queensland Premier's Literary Award in 2006.[6]
- The Safe House, an animation by Lee Whitmore, narrated by Noni Hazelhurst, which won Best Animation at the Sydney Film Festival 2006.[8]